# شینیچی کاواگوچی
شینیچی کاواگوچی (انگلیسی: Shinichi Kawaguchi؛ زادهٔ ۱۳ ژوئن ۱۹۷۷) بازیکن فوتبال اهل ژاپن است.
از باشگاه‌هایی که در آن بازی کرده‌است می‌توان به باشگاه فوتبال آویسپا فوکوئوکا اشاره کرد.